# Классификация роз

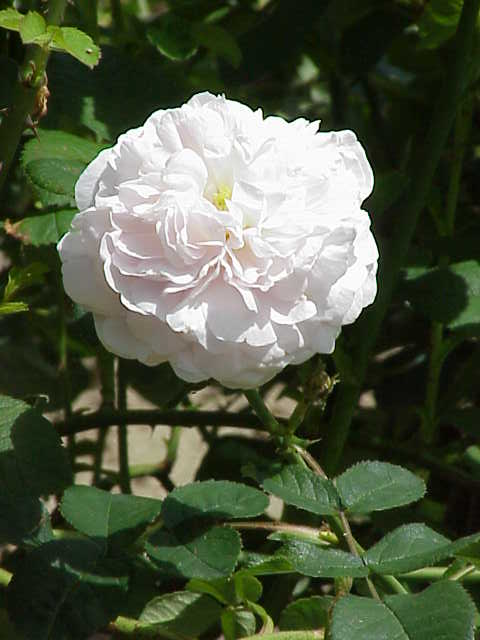
Rosa 'Maiden’s Blush' — роза класса альба, происхождение неизвестно, до 1400 года

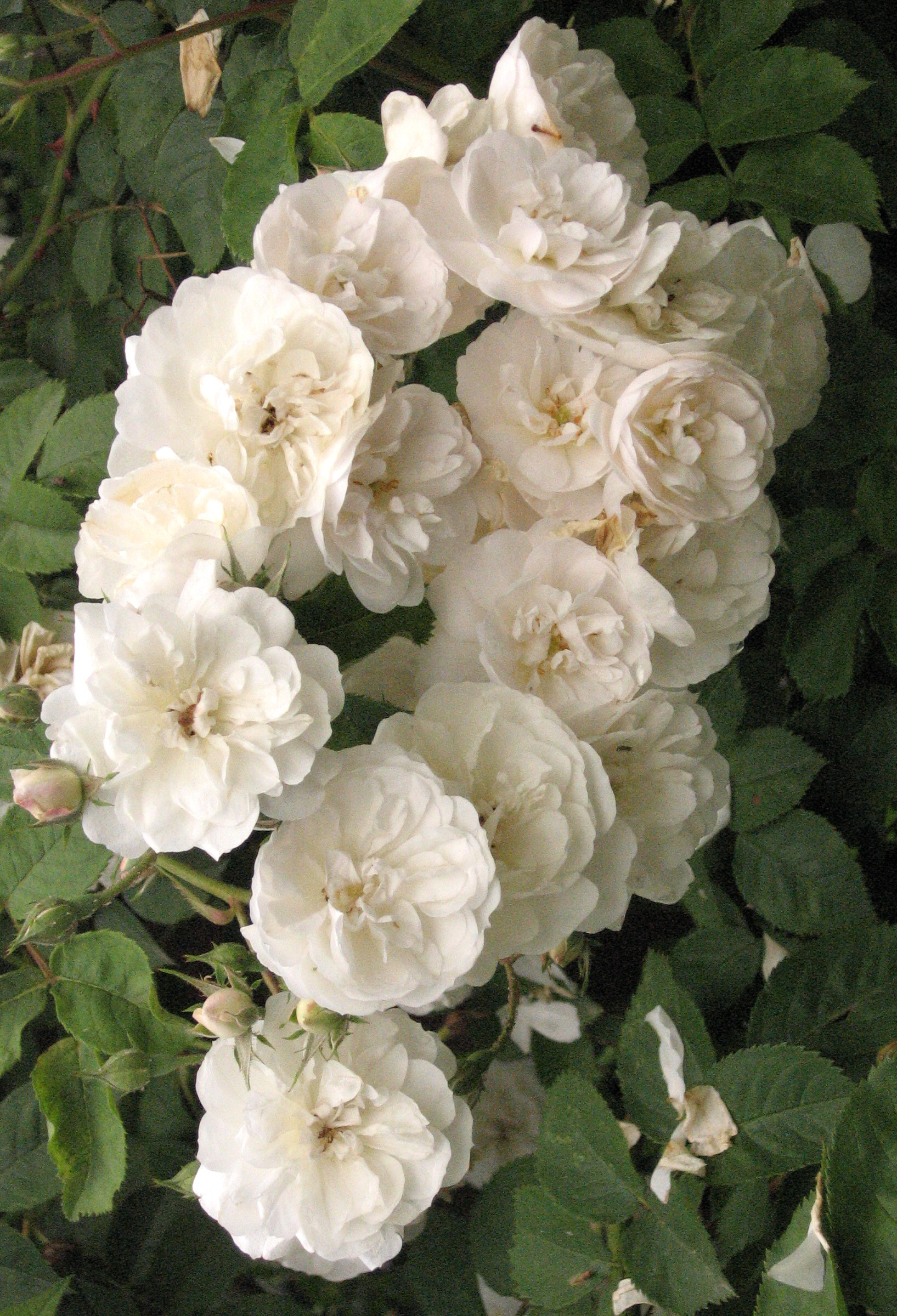
Rosa 'Dundee Rambler' — роза класса Айшире, сорт создан в Англии в 1837 году

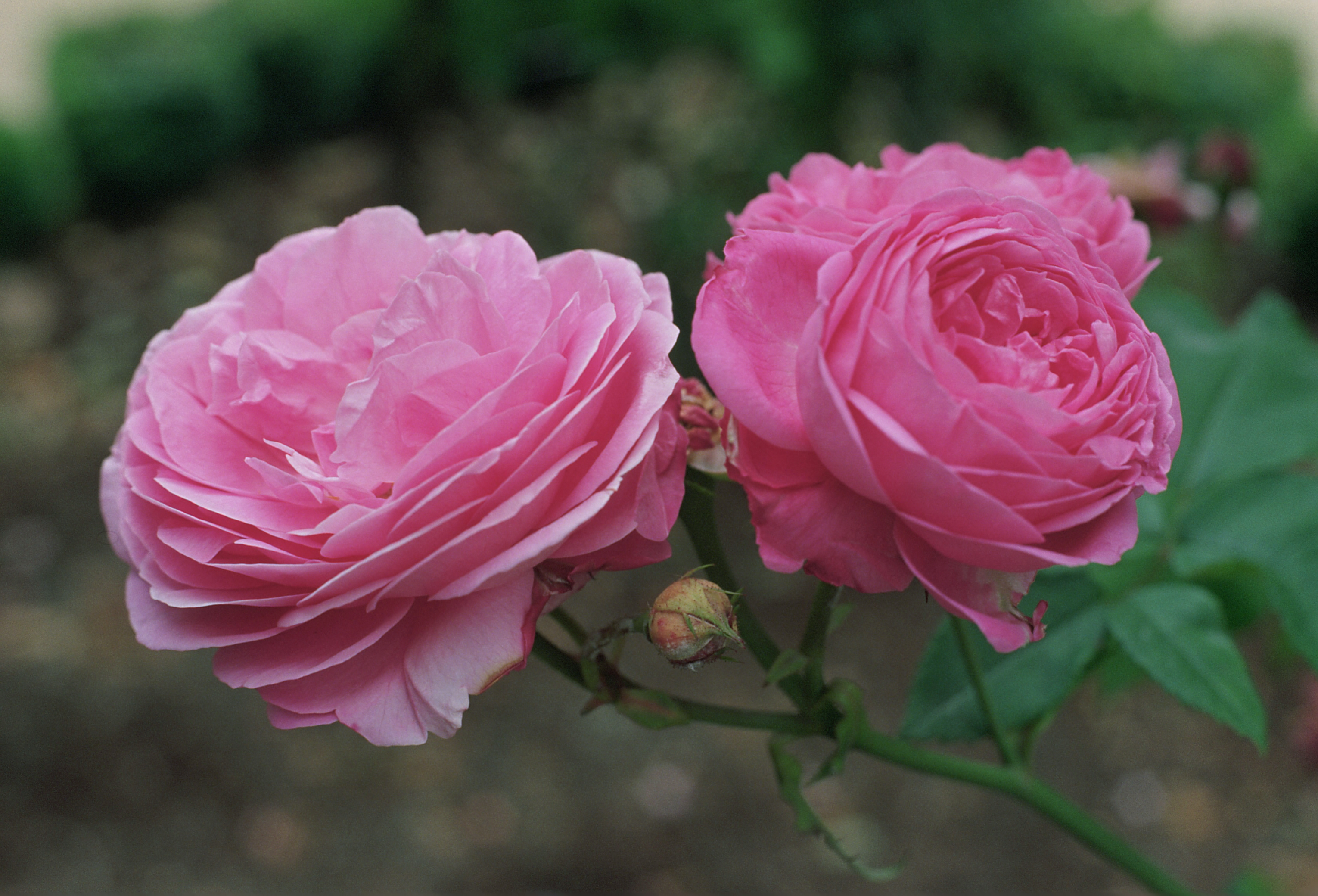
Rosa 'Louise Odier' — бурбонская роза, один из сортов, созданных французским селекционером Марготтеном в 1851 году

Классификация роз — разделение роз на классы и условные группы на основе устойчивых садовых признаков. Создана Американским обществом розоводов (ARS). Утверждена в 1976 году Всемирной федерацией обществ розоводов (WFRS). Последняя версия опубликована в «Modern Roses» XI. The World Encyclopedia of Roses. Academic Press. 2000.
Большинство сортов роз по морфологическим признакам не сходны ни с одним из существующих природных видов. Поэтому основой современной классификации садовых роз принято считать не происхождение, а декоративные и биологические признаки. Классификация очень условна: подчас сорта, входящие в одну группу, сильно различаются по биологическим особенностям.
Русские названия приведены по книге Бумбеева Л. И. Плетистые розы. 2008.

## Old Garden Rose — Старые садовые розы

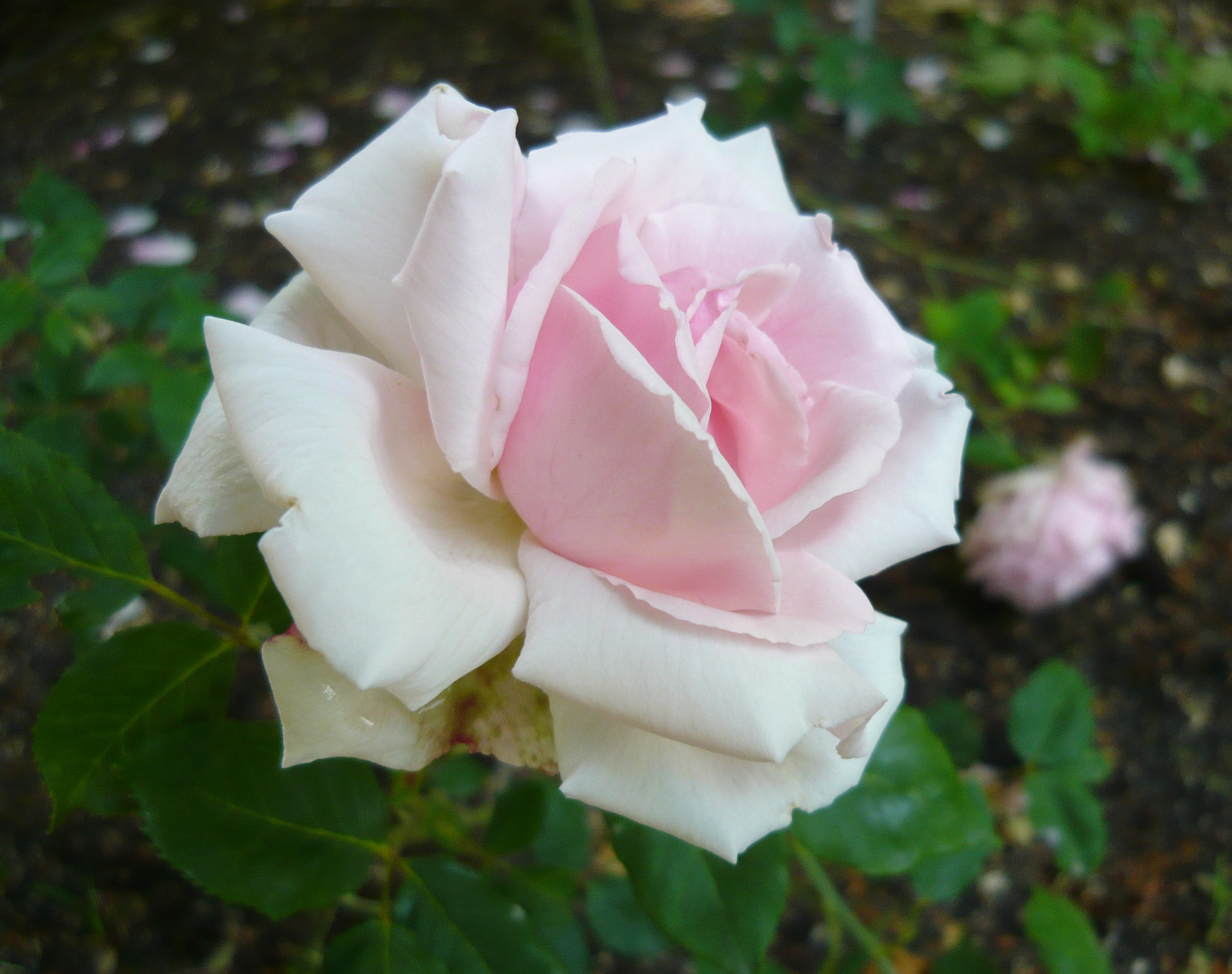
Rosa 'Blairii № 1' — гибрид китайской розы, создан в Англии в 1830 году

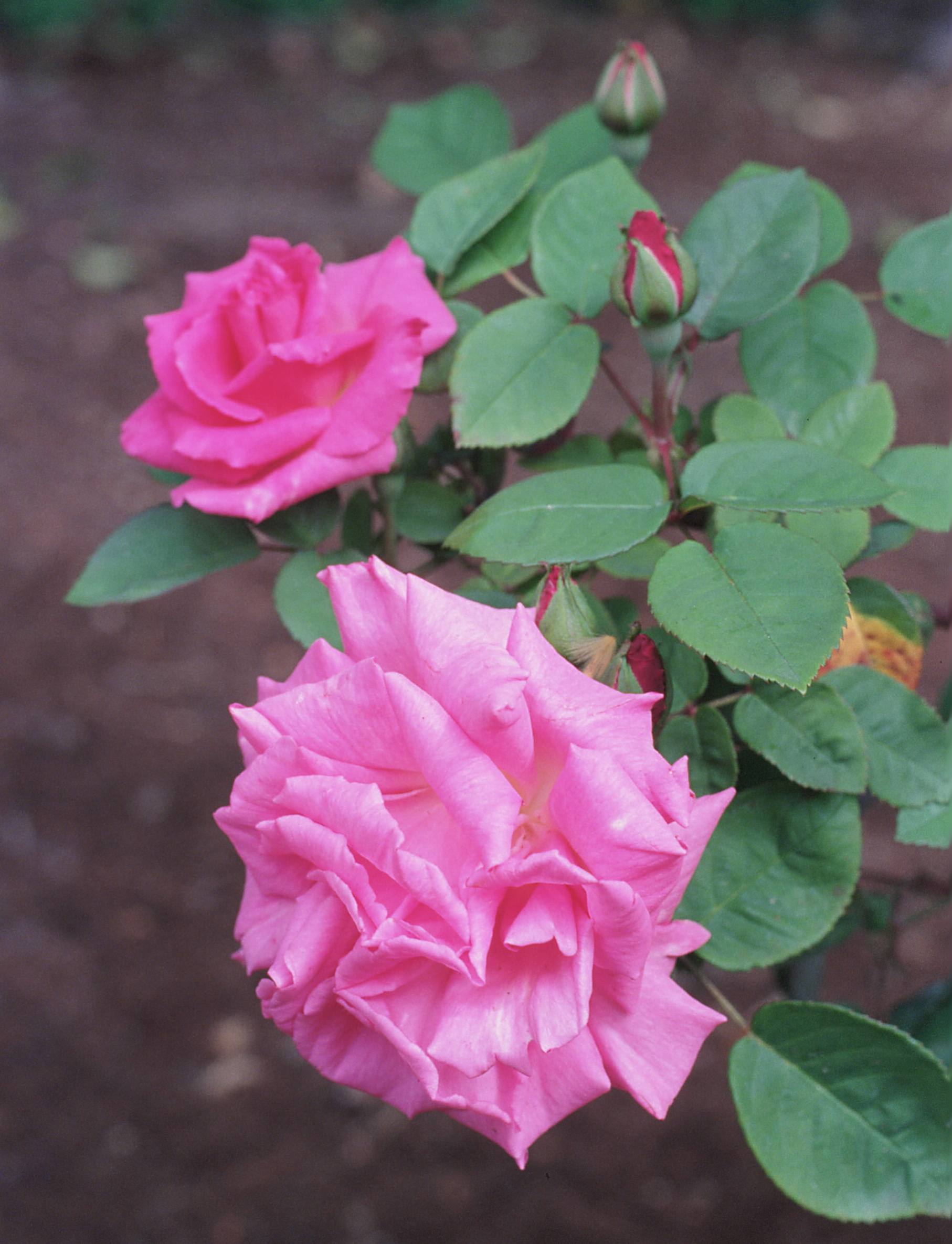
Rosa 'Zephirine Drouhin' — бурбонская роза, климбер, сорт создан во Франции в 1868 году

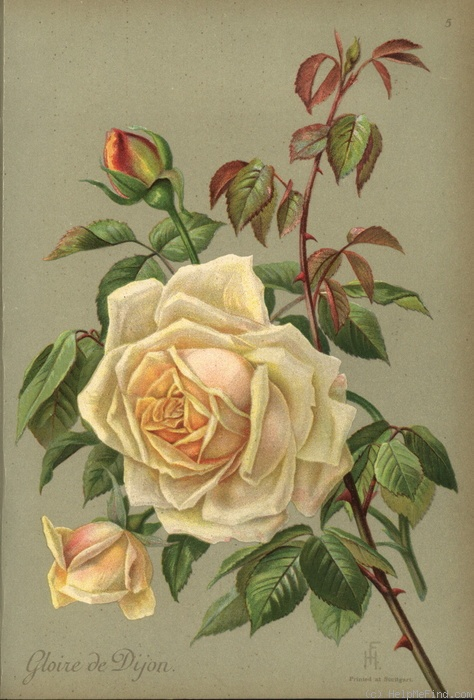
Rosa 'Gloire de Dijon' — сорт зарегистрирован в 1850 году; считается апофеозом развития класса нуазетовых роз

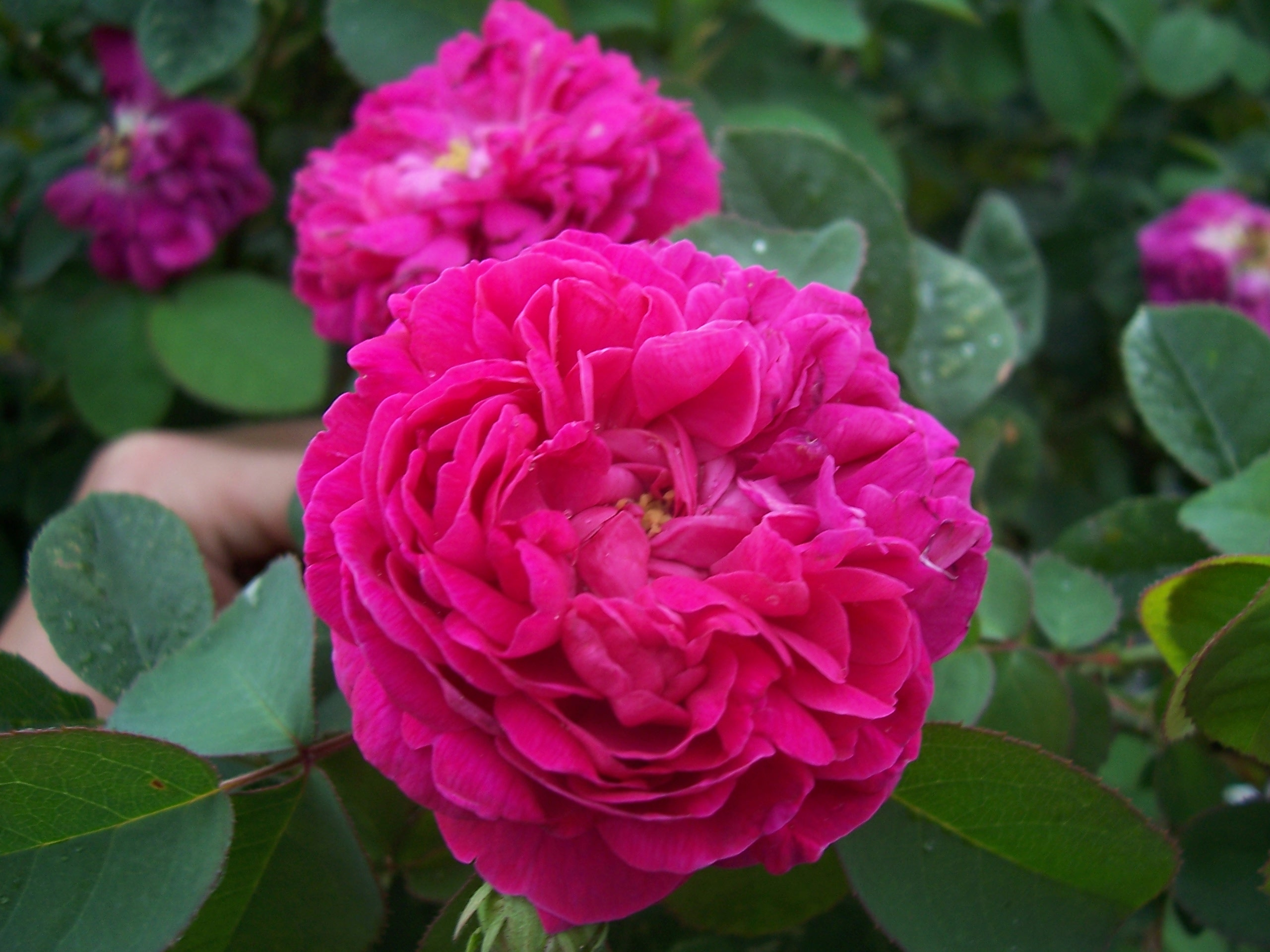
Rosa 'Rose de Resht' — портландская роза, происхождение неизвестно, была известна в Европе до 1880 года

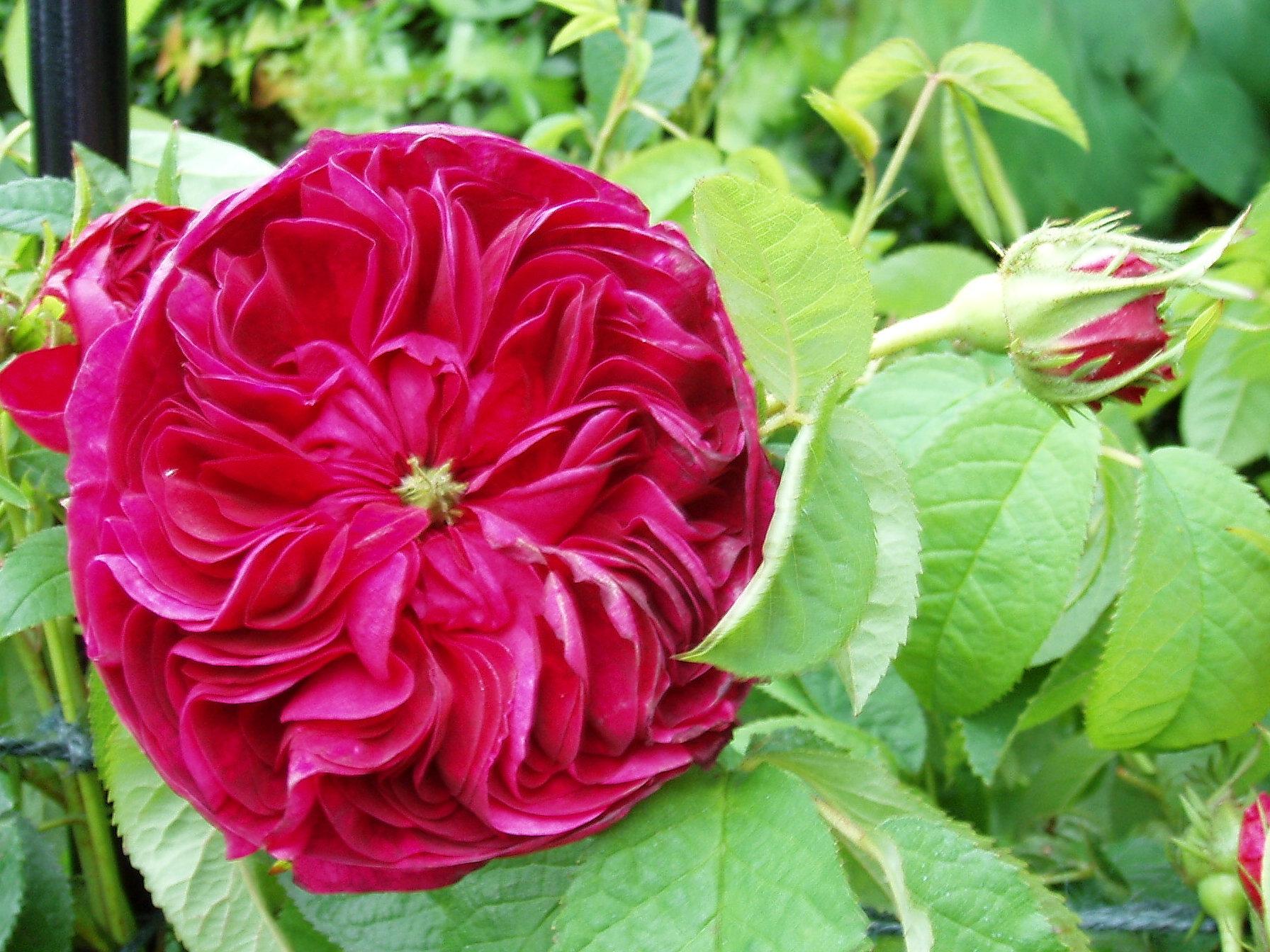
Rosa 'Charles de Mills' — гибрид розы Галлика, происхождение неизвестно, Нидерланды, до 1790 года

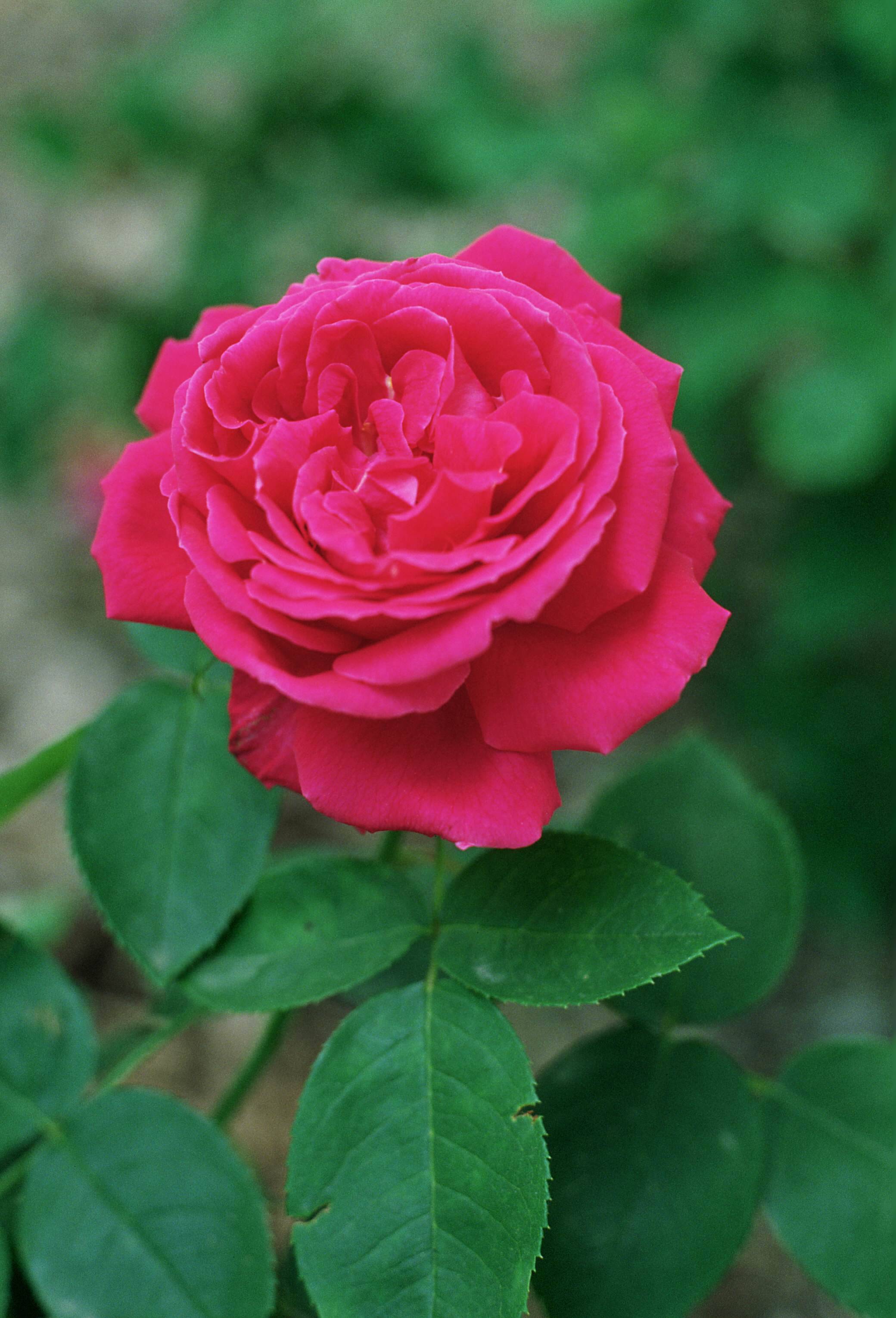
Rosa 'Tom Wood' — гибрид розы ремонтантной, создана в Англии в 1896 году

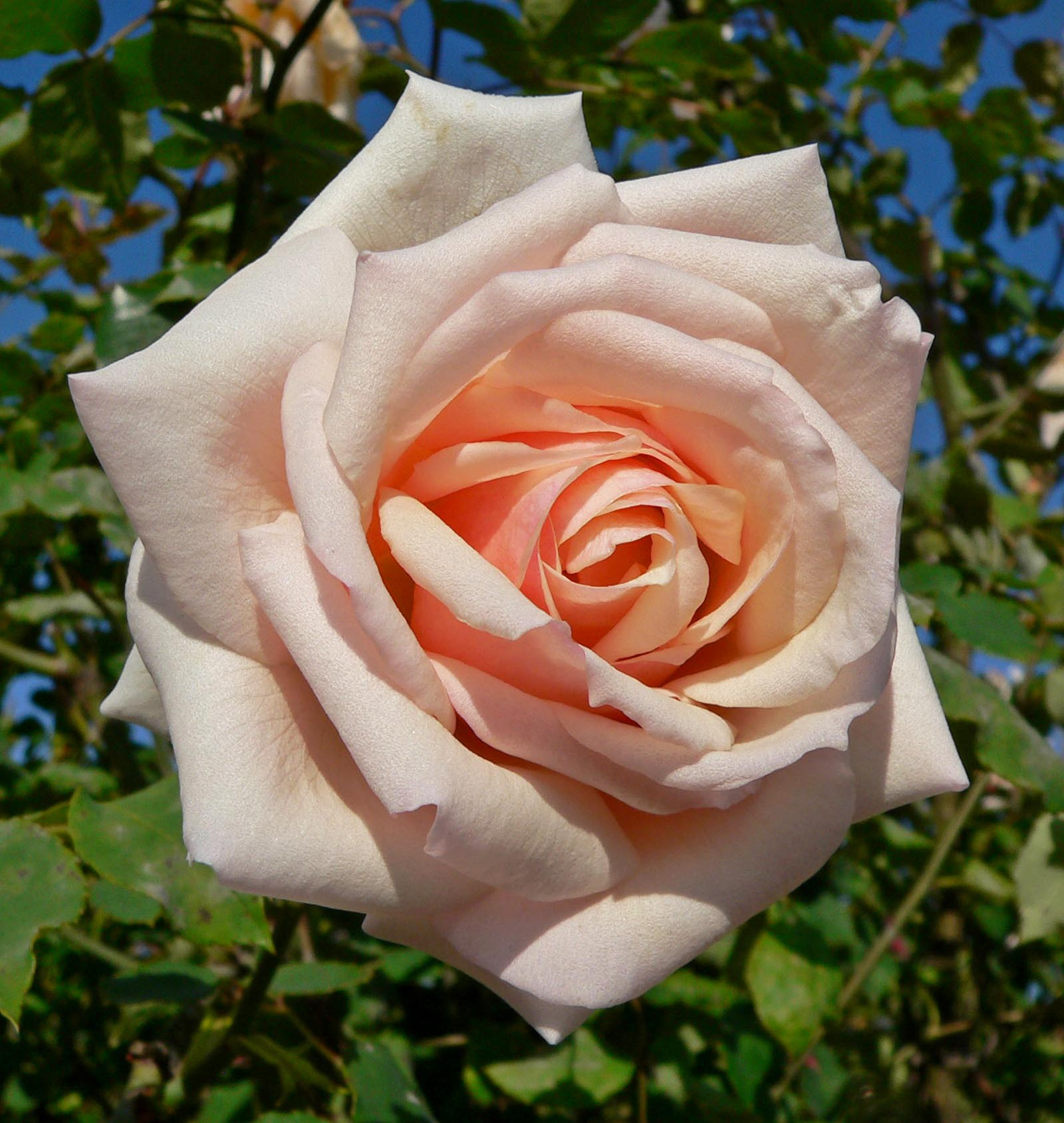
Rosa 'Catherine Mermet' — чайная роза, сорт создан Жаном-Батистом Гийо во Франции в 1869 году

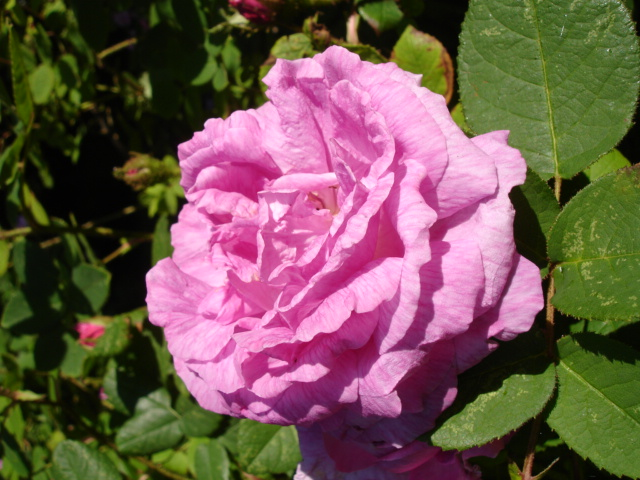
Rosa 'Julie de Mersent' — моховая роза, сорт создан во Франции, в 1854 году

Сорта, известные до появления чайно-гибридных роз (1867 г.) и оставленные без изменений. В эту группу входят розы, имеющие сложное гибридное происхождение и утратившие облик шиповников.
Некоторые классы с большой долей вероятности возможно определить по особенностям строения растений:

Большие изогнутые шипы на красных побегах: China

Большие изогнутые шипы на зелёных побегах: Rosa canina и сорта с её участием.

Большие (обычно) прямые шипы на зелёных побегах, поверхность листьев слегка «мучнистая»: Alba 

Смешанные прямые шипы и щетинки: Scots Rose или Rugosa

Большие и маленькие шипы и желёзки: Centifolia 

Короткие шипы и желёзки: Gallica

Листья гладкие и блестящие: Hybrid Tea

Верхняя и нижняя поверхности листьев имеют заметные отличия в цвете: Gallica и Centifolia

### Alba (A) — Розы Альба (A)
Существует несколько версий происхождения роз, причисляемых к этому классу. По одной версии, они являются гибридами европейского происхождения между Rosa gallica и различными формами Rosa canina, по другой, созданы на основе Rosa × alba L., образовавшегося в результате скрещивания Rosa gallica с Rosa corymbifera Borkh., по третьей версии — это гибриды Rosa canina L. × Rosa damascena Mill..
Некие белые розы упоминались Плинием, предполагается, что это были розы альба, были популярны среди европейских розоводов в конце XVI века, но известны с XIV века. Династия Йорков из Англии сделала розу Альба своим геральдическим символом.
У представителей этого класса роз цветки белые или розовато-белые, средней величины (5—8 см), плоские, большей частью махровые, душистые, в соцветиях по три — пять. Кусты пряморослые, до 2,5 м высотой, с прочными побегами. Листья гладкие, от других групп отличаются сероватым оттенком, а также листовками, лишёнными запаха. Цветение однократное, в течение 20—30 дней, очень обильное. Плодоношение слабое или совсем отсутствует.
Морозоустойчивость высокая. Устойчивы к грибным болезням. К почве нетребовательны. Одни из самых ценных парковых роз в средней полосе России. Созданием современных сортов этой группы занимается немецкий селекционер Рольф Сиверс.
Некоторые сорта: 'Alba Semi-plena', 'Chloris', 'Madame Legras de St. Germain', 'Maiden’s Blush', 'Madame Plantier', 'Minette', 'Felicite Parmentier', 'Summer Blush'.

### Ayrshire (Ayr) — Розы Айшире (Айр)
Созданы в первой половине XIX века, в Англии, в результате скрещивании Rosa arvensis с различными сортами роз. 
Сильнорослые плетистые розы с длинными, мощными побегами. Цветки простые или махровые, белой или розовой окраски, одиночные или в мелких (до 6 цветков) соцветиях, 2,5 — 5 см в диаметре обладают приятным ароматом. Цветение однократное. В средней полосе России требуют зимнего укрытия.

### Boursalt (Bslt) — Розы Бурсо (Бслт)
Группа плетистых роз, созданных во Франции в 1829—1830 годах. Существует предположение, что они созданы на основе скрещивания Rosa pendulina и Rosa chinensis. Группа названа в честь французского селекционера Жана-Франсуа Бурсо (Jean-François Boursault) (некоторые источники утверждают, что первый сорт класса созданный до 1820 года — 'Boursault rose' и приписываемый Жану-Франсуа Бурсо, создала его дочь).
Рамблеры. Побеги гибкие, шипов либо нет, либо мало, высота от 2 до 5 метров. Цветение однократное. В средней полосе России требуют зимнего укрытия.
Некоторые сорта: 'Madame Sancy de Parabère', 'Inermis', 'Amadis'.

### Centifolia (C) — Центифольные розы (столепестковые розы) (Ц)
Предполагается, что центифольные розы (столепестковые розы) появились в результате естественного переопыления Rosa moschata и Rosa gallica и отбора естественных мутаций. Первые сорта были получены в Голландии в XVI—XVII веках, многие из них мы можем видеть на картинах голландских живописцев того времени. Большинство сортов было выведено во Франции. Наиболее известной в этом классе является Капустная роза ('Cabbage Rose'). 
Кусты низкорослые, раскидистые (высота от 0,9 до 1,4 м). Побеги дугообразные с шипами разного размера. Цветы по 3—4 в соцветии, махровые (до 200 лепестков), ароматные (специфический центифольный аромат), направлены в стороны или вниз, как правило розовые, или в диапазоне от белого до глубокого розово-красного, есть сорта с полосатыми и пятнистыми цветками. Цветение однократное, до 30 дней. Листья с четкими зубцами, мягкие, светло-зелёные. Цветение обильное, в течение 25—30 дней. Образуют незначительную корневую поросль. В средней полосе России нуждаются в зимнем укрытии. Подвержены грибным болезням. До появления современных садовых роз были очень популярны. Их насчитывалось около 500 сортов. Центифольные розы подразделялись на настоящие центифольные розы, моховые, однократно цветущие, моховые дважды-цветущие и помпонные.
Некоторые сорта: 'Gros Choux d’Hollande', 'Minette'.

### Damask (D) — Дамасские розы (Д)
Rosa × damascena с давних времён выращивается в странах Ближнего Востока. В Европу завезена из Сирии в 1875 году. Разновидность дамасской розы — казанлыкская роза (Rosa damascena var. trigintipetala), из лепестков которой добывают розовое масло в Болгарии.
В прошлом предполагалось, что дамасская роза (Rosa damascena Mill) — это древний гибрид Rosa gallica и Rosa canina. Но анализ ДНК четырёх старинных сортов дамасских роз ('York and Lancaster', 'Kazanlik', 'Quatre Saisons' и 'Quatre Saisons Blanc Mousseux') показал, что они произошли от общего предка гибридного происхождения, родительскими видами были: (Rosa moschata × Rosa gallica) × Rosa fedschenkoana. 
Цветки от бледно-розовых до красных, махровые, ароматные, средних размеров (6—8 см в диаметре), в кистевидных соцветиях. Высота кустов до 150—180 см. Побеги прямые или поникающие, с многочисленными шипами и щетинками. Листья крупные, кожистые, сложные, листочков 5—7. Цветение однократное, в течение 20—25 дней. Чувствительны к мучнистой росе. В средней полосе России требуют зимнего укрытия. 
Некоторые сорта: 'Ispahan'.

### Hybrid Bracteata (HBc) — Гибриды розы Брактиата (Бк)
Гибриды созданные на основе Rosa bracteata завезённой из Южного Китая в Англию Джорджем Макартни в 1793 году. Зоны морозостойкости Rosa bracteata: 7а—11.

### Hybrid China & Climbing Hybrid China (HCh) — Гибриды розы Китайской и их клаймеры
Созданы на основе Rosa chinensis Jacq. В чистом виде не встречается. Очевидно, длительное время находилась в культуре. Ввезена из Китая и несколько позднее из Бенгалии. Известна как китайская, индийская и бенгальская розы. Является первой повторноцветущей розой попавшей в Европу.. Считается, что в конце XVIII — начале XIX веков в Европу были ввезены четыре сорта китайских роз: 'Slater’s Crimson China' (1792), 'Parsons' Pink China' (1793), 'Hume’s Blush Tea-scented China' (1809) и 'Parks' Yellow Tea-Scented China' (1824). 
До появления китайских роз в Европе повторноцветущими сортами были только 'Quatre Saisons' и 'Autumn Damask'. Скрещивание китайских сортов с европейскими розами позволило получить повторно или непрерывно цветущие сорта нуазетовых, бурбонских, гибридных ремонтантных, и в конечном итоге все современные классы роз отличающиеся повторяющимся цветением.
 Цветки мелкие или средней величины, различных окрасок (кроме желтых), полумахровые и махровые, без аромата или со слабым ароматом, одиночные или по 2—3 в рыхлых соцветиях. Листья мелкие, узкие, удлинённо-заострённые. Кусты до 50 см высотой, с тонкими густо разветвлёнными побегами. Цветение обильное, повторное с середины июля до поздней осени. Отдельные сорта удовлетворительно зимуют в открытом грунте при хорошем укрытии. Хорошо размножается черенкованием. Издавна используется в комнатной культуре.
 Некоторые сорта: 'Madame Plantier', 'Duchesse de Montebello'.

### Hybrid Eglanteria (HEg) — Гибриды розы Эглантерия (Эг)
Другое название класса — гибриды розы рубигиноза, или ржавчинной (Рбг).

Сорта полученные на основе шиповника красно-бурого (лат. Rosa rubiginosa; syn. Rosa eglanteria L.). Всего, с участием шиповника красно-бурого создано около 20 сортов. Сорта этой группы очень близки к исходному виду. Цветки розовые, оранжево-розовые, розовато-красные, диаметром до 6 см, простые или полумахровые, аромат слабый. Листья округлые, железистые, с яблочным ароматом. Кусты различной высоты, но чаще сильнорослые, побеги плетевидные, очень колючие. Древесина не прочная, с крупной сердцевиной. Цветёт однократно и непродолжительно в середине июля. В средней полосе России требует зимнего укрытия. Легко поражается грибными болезнями. Большинство сортов выведено в 90-х годах XIX века английским селекционером Пензенцем. Используются в Англии для групповых посадок и живых изгородей. В настоящее время сорта этого класса не имеют декоративного значения. Используется в качестве подвоя для садовых роз, но привитые розы недолговечны и растут слабо. 
Некоторые сорта: 'Jaune Bicolor'.

### Hybrid Foetida (HFt) — Гибриды розы Фетида, или лютеа (Фт)
Созданы на основе шиповника зловонного (Rosa foetida, syn. Rosa lutea), завезённого в Европу (Испанию) в XIII веке. Выдающимся сортом является 'Persian Yellow' (R. foetida var. Persiana (Lem.) Rehd.), завезённый в Англию из Ирана в 1837 г. Интересен сорт 'Bicolor' известный с 1596 года. Его цветки имеют двуцветные лепестки (нижняя сторона жёлтая, верхняя — оранжево-красная). Rosa foetida 'Persiana' известна с 1835 года. Была использована французским селекционером Джозефом Перне-Дюше в качестве опылителя при создании сорта 'Soleil d’Or' послужившего основой для создания класса Пернецианские розы. 
Кусты невысокие. Цветение однократное, обильное, в средней полосе России в начале июня. Зимостойкость высокая. В условиях Москвы морозостойки; рекомендуется посадка на открытых солнечных местах на хорошо дренированных почвах. Все формы шиповника зловонного легко поражаются чёрной пятнистостью. Лепестки легко облетают при сильном ветре и дожде. При выращивании в сухом климате выносливы и требуют мало внимания.

### Hybrid Gallica (HGal) — Гибриды розы Галлика, или розы французской (Гал)
Произошли от Rosa gallica, давшего начало старинным розам в Европе. Были известны до 1500 года. По легенде, в 1240 году Тибо IV, возвращаясь из крестового похода, привез в свой замок близ города Провена розу из Земли Обетованной. Ставшая известной под названием провенской розы, эта роза широко выращивались в Провене и его окрестностях до конца XVIII века; в XIX веке была вытеснена с парфюмерного и фармацевтического рынка дамасскими розами из Пюто.
Кусты плотные, от 80 см до 1,5 м высотой. Цветки розовые, красные, пурпурные или полосатые, 5—8 см в диаметре, от немахровых до густомахровых (100—200 лепестков), обычно раскрываясь показывают тычинки. Цветки, как правило очень ароматные, собраны в небольшие соцветия по 3—5 цветков. Листья тёмно-зелёные, крупные, кожистые. Некоторые из сортов имеют очень короткий период цветения всего 3 или 4 недели в начале лета, но многие из них цветут довольно продолжительно, до 6 недель. Неприхотливы, растут даже на бедных почвах, но поражаются грибными болезнями. В условиях средней полосы России требуют зимнего укрытия.
Некоторые сорта: 'Agatha Incarnata'.

### Hybrid Multiflora (HMult) — Гибриды розы мультифлора (Мульт)
Созданы на основе плетистой розы Rosa multiflora, завезённой в Европу в 1868 году. 
Хотя несколько плетистых сортов этого класса были созданы в начале 19-го века, самый заметный толчок к развитию этого класса дало введение в программы скрещивания сорта 'Turner’s Crimson Rambler' в 1893 году. Некоторое время Hybrid Multiflora объединяли с Hybrid Wichurana создав класс плетистые розы (Rambler). Объединение было вызвано тем, что новые сорта сложного гибридного происхождения стало невозможно уверенно относить к одному из классов. В настоящее время класса Rambler не существует.
Некоторые сорта: 'Decoration de Geschwindt', 'Ghislaine de Feligonde', 'Leopold Ritter'.

### Hybrid Perpetual (HP) — Гибриды розы ремонтантной (Рем)
Название происходит от фр. remonter — снова подниматься, снова цвети. 
По одной из версий, появились в начале XIX века в результате скрещивания бурбонских, дамасских, французских роз с чайными и бенгальскими. Созданы французским оригинатором Лаффайем (Laffay). Согласно другой версии: созданы на основе скрещивания портландских роз с Rosa chinensis odorata и Rosa bourboniana Desp. К концу XIX века существовало около 4000 сортов. Они доминировали в культуре почти 70 лет до появления чайно-гибридных роз. Недостатками класса являются слабая устойчивость большинства сортов к заболеваниям и относительно скупое повторное цветение. 
Цветки розовые, красные, реже белые и желтые, крупные и густомахровые с сильным приятным ароматом. Кусты до 2 м высотой. Характерный признак ремонтантных роз — повторное цветение, но оно значительно слабее первого. В средней полосе России требуют зимнего укрытия. В настоящее время выращиваются редко, большинство сортов интересно только в историческом плане. Хорошо растут, цветут и зимуют на своих корнях. Однако декоративные качества основной массы сортов этой группы ниже, поэтому для корнесобственного размножения и выращивания можно рекомендовать лишь ограниченное число сортов: 'Frau Karl Druschki', 'Mrs. John Laing', 'Georg Arends', 'Eugene Fiirst'.
 Существующие в настоящее время сорта этого класса: 'Duchesse de Sutherland', 'Ornement du Luxembourg', 'Princesse de Joinville', 'Baronne Prevost', 'Dr. Marx', 'Louise Peyronny', 'La Reine', 'General Jacqueminot', 'Baron Girod de l’Ain', 'Souvenir du Docteur Jamain', 'Ferdinand Pichard', 'Paul’s Early Blush'.

### Hybrid Sempervirens (HSem) — Гибриды розы Семпервиренс (Сем)
Созданы на основе плетистой розы Rosa sempervirens. 
Плетистые розы с гибкими побегами длиной до 2,5 м. Цветение однократное. Листья плотные, вечнозеленые. Цветки белые, лепестки большие, с сильным ароматом. Чувствительны к мучнистой росе и чёрной пятнистости. Есть сорта, выносящие полутень. Отличаются высокой зимостойкостью.

### Hybrid Setigera (HSet) — Гибриды розы Сетигера (Сет)
Созданы на основе плетистой розы Rosa setigera (степи Северной Америки). 
С середины XIX века R. setigera использовалась для скрещивания с другими видами и сортами с целью получения зимостойких плетистых роз. В результате был получен ряд ценных сортов.
 Цветки различной окраски, средние (5—6 см в диаметре), чашевидные, махровые (до 100 лепестков), слабо ароматные. Высота кустов до 2—2,5 м, побеги прочные, дугообразные. Цветение обильное, однократное. Исходный вид выдерживает понижения температуры до −20 °С.
Некоторые сорта: 'Long John Silver'.

### Hybrid Spinosissima (HSpn) — Гибриды розы Спинозиссима (Спин), или гибриды розы пимпинеллифолия (Hybrid Pimpinellifolia), или мелколистные розы
В прошлом и иногда в настоящее время эту группу называют Scots Roses (шотландские розы).
Созданы на основе Rosa spinosissima (syn. Rosa pimpinellifolia). Известны как минимум с 1600 года. Перспективны для районов с суровыми зимами. Листья мелкие или средние (5—11 листочков). Цветки белые, кремово-белые, нежно-розовые, простые и полумахровые, от 4 до 6 см в диаметре, очень душистые, одиночные и в соцветиях. Кусты до 2 м высотой, густые, прямостоячие. Цветут рано, обильно, но непродолжительно (10—15 дней). Морозостойки и устойчивы к болезням. Образуют много прикорневых побегов. Используются для создания живых изгородей.
Некоторые сорта: 'Poppius'.
До 1800 года в каталогах фигурировало лишь несколько сортов с простыми цветками: один с белыми, один с красными и один с полосатыми. К 1803 году в питомнике «Диксон и Тернбулл» в Перте было получено восемь сортов цветки которых были махровыми. В 1820 году одним из питомников было собрано около 100 новых сортов махровых шотландских роз с белыми, красными, желтыми, розовыми, фиолетовыми и полосатыми цветками. К середине 1820-х годов, предлагаются к продаже уже более 200. Описаний старинных сортов практически нет, сохранились только названия. Для названий использовали имена персонажей из греческой и римской истории и мифологии, имена членов шотландской аристократии, военных героев и названия шотландских городов или других мест. Основными производителями этой группы роз были Роберт Остин и Роберт Браун. Шотландские розы начали терять популярность также быстро, как и возникла мода ни них. Это связано с появлением сортов других групп. Уже в 1898 году шотландские розы встречаются только в старых садах. Многие из названий, используемых сегодня, такие как 'Glory of Edzell', 'Mary Queen of Scots' и 'William III' отсутствуют в каталогах 18 и 19 веков. Те немногие сорта шотландцев роз, которые продаются по питомниках сегодня часто названы неправильно. В ряде случаев, один и тот же сорт продаётся под разными названиями различными питомниками. Старые названия сортов, которые имели особое значение в начале 19 века совсем недавно использованы для именования современных сортов часто относящихся к другим классам.

### Miscellaneous OGR (Misc. OGR) — Разнообразные старые садовые розы (Миск)
- Hybrid Banksia
Некоторые сорта: 'Lutescens'.
- Hybrid Bracteata 
Некоторые сорта: 'Alba Odorata', 'Maria Leonida', 'Mermaid'.
- Hybrid Hugonis
Некоторые сорта: 'Albert Maumene', 'Dr. E.M. Mills'.
- Hybrid Laevigata
Некоторые сорта: 'Ramona', 'Anemonen Rose', 'Silver Moon'.
- Hybrid Macrophylla
- Hybrid Roxburghii
Некоторые сорта: 'Ma Surprise', 'Triomphe de la Guillotière', 'Domaine de Chapuis', 'Chateau de la Juvenie'.
- Hybrid Soulieana
Некоторые сорта: 'Chevy Chase', 'Kew Rambler'.
- Hybrid Villosa
Некоторые сорта: 'Duplex'.
- Пернецианские розы (Pernetiana). Класс роз созданный на основе зарегистрированного в 1900 году сорта 'Soleil d’Or', французского селекционера Джозефа Перне-Дюше. Класс создан посредством добавления генов Rosa foetida к культурным сортам роз. Это привело к появлению сортов с цветками новых для того времени оттенков: тёмно-жёлтых, абрикосовых, медных, оранжевых, алых. В 1930 году этот класс был официально объединён с классом Чайно-гибридные розы. Сорта с генами Rosa foetida отличались слабой устойчивостью к заболеваниям, плохой реакцией на обрезку и цветками с ароматом водорослей[29]. На территории России, а затем СССР, термин «пернецианские розы» прижился и сохранился по сей день. К ним относят розы, цветущие крупными махровыми цветками с оранжевыми, розово-оранжевыми, жёлтыми, ярко-оранжево-красными лепестками, которые иногда имеют разные тона сверху и снизу. Листья ярко-зелёные, у многих сортов сверху блестящие молодые листья нередко имеют бронзовый оттенок. Пернецианские розы обильно и непрерывно цветут, имеют приятный аромат, хорошо выносят известковые почвы и засушливый климат. По росту, общему габитусу растений и зимостойкости пернецианские розы сходны с чайно-гибридными[30]. Устойчивы к мучнистой росе и ржавчине[31].

### Moss & Climbing Moss (M & Cl M) — Розы Моховые и их клаймеры (Мох)
В 1696 году была обнаружена так называемая моховая роза Rosa сеntifolia muscosa (Aiton) Seringe. Считается, что они произошли от центифольных роз путём отбора почковых мутаций. Первым искусственно созданным сортом был 'Mauget', 1844 г. Популярность моховых роз объясняется тем, что эти сорта были повторно-цветущими, как и появившиеся в 1830—1840 годах гибриды розы ремонтантной. В течение последующих сорока лет сорта моховых роз создавались довольно активно, многие из них аккуратной архитектоникой кроны напоминают дамасские розы, другие, имеющие среди предков гибриды розы ремонтантной обладают разваливающейся формой куста и лучше растут в тёплом климате. В конце XIX века было известно 226 сортов. Моховые розы были популярны большую часть XVIII век и до конца XIX века. Позже интерес к этой группе уменьшился, но новые сорта продолжали создаваться ('Golden Moss' 1932, 'Gabrielle Noyelle' 1933, 'Goldmoss' 1972). В 1969 году американским селекционером Ralph S. Moore была создана миниатюрная моховая роза 'Fairy Moss'. Она оказалась настолько удачной, что в настоящее время её можно найти среди предков большей части современных миниатюрных моховых роз.
Высота куста моховых роз от 30 см ('Fairy Moss'), до 90—120 см ('Little Gem') и 185—300 см ('Jeanne de Montfort'). Цветоножки и чашелистики покрыты железистыми выростами, как будто мхом. Желёзки выделяют смолистые вещества с приятным ароматом. 
 Цветки разнообразной окраски, от мелких до средних размеров, чашевидные, махровые, душистые. По зимостойкости и другим признакам близки к центифольным розам. 
Некоторые сорта: 'Alfred de Dalmas', 'Soupert et Notting', 'Césonie', 'Mme. Édouard Ory', 'Pompon Perpétuel', 'Salet', 'Deuil de Paul Fontaine', 'Baron de Wassenaër'.

### Noisette (N) — Нуазетовые розы (Нуаз)
В 1811 году, селекционер из Южной Каролины Джон Чемпнис Чарльстон скрестил розовую китайскую розу (вероятно 'Old Blush') с мускусной розой (Rosa moschata) и получил сорт 'Champneys' Pink Cluster' с соцветиями слегка ароматных розовых цветков. Позже, французский селекционер Луи Нуазетт вырастил из семян этого гибрида более низкорослую и обильно-цветущую форму и в результате дальнейших скрещиваний сеянца 'Champneys' Pink Cluster' с китайскими розами выделил группу сортов, очень сходную с чайными розами, но с более мелкими цветками. Около 1815 года был начато коммерческое разведение этой группы. Уже через 10 лет в продаже было более 100 сортов нуазетовых роз с цветками от белого до малиново-фиолетового цвета, полумахровыми и махровыми. Кусты достигали 1,5 метра в высоту и имели полуплетистые побеги. После использования в селекции нуазетовых роз новой жёлтой чайной розы, появились сорта с более крупными цветками, меньшим количеством цветков в соцветиях и склонностью к плетистости.
У современных сортов цветение повторяющееся. В средней полосе России сильно обмерзают и не имеют перспектив дальнейшей культуры.
 Некоторые сорта: 'Madame Plantier'.

### Portland (P) — Портландские розы (П)
От скрещивания Rosa damascena × Rosa chinensis var. semperflorens были получены портландские розы (Rosa × portlandica).

Некоторые сорта: 'Rose de Resht'.

### Tea & Climbing Tea — Чайные розы и их клаймеры
Группа сортов созданная на основе вывезенной из Китая в 1809 году розы душистой (Rosa × odorata). Чайные розы получили своё название из-за аромата цветков, который ассоциируется с запахом отборного чая. 
Цветки первых сортов были относительно нежными и сильно страдали от непогоды. Впоследствии селекционеры старались устранить этот недостаток. В истории развития класса чайных роз наиболее важным этапом было скрещивание с бурбонскими розами. Современные сорта чайных роза как правило не похожи на старинные и имеют жесткие ветви и устойчивую к болезням листву. Цветки могут быть самой разнообразной окраски: красные, розовые, белые, жёлтые, оранжевые, но большинство сортов имеют цветки окрашенные в тёплые розовые тона. Листья крупные, большей частью кожистые, с более крупным конечным непарным листочком. Кусты от низких (около 50 см) до плетевидных (до 2 и более метров высотой). Имеют хорошее повторное цветение (особенно низкорослые сорта). Относятся к числу наиболее требовательных к теплу и в средней полосе России для открытого грунта непригодны.
Чайные розы оказали большое влияние на формирование последующего ассортимента: все длительно и повторноцветущие сорта, начиная с ремонтантных роз и кончая лучшими современными розами, связаны своим происхождением в той или иной степени с чайными.
Некоторые сорта: 'Duchesse de Brabant', 'Графиня Воронцова'.

## Modern Roses — Современные садовые розы

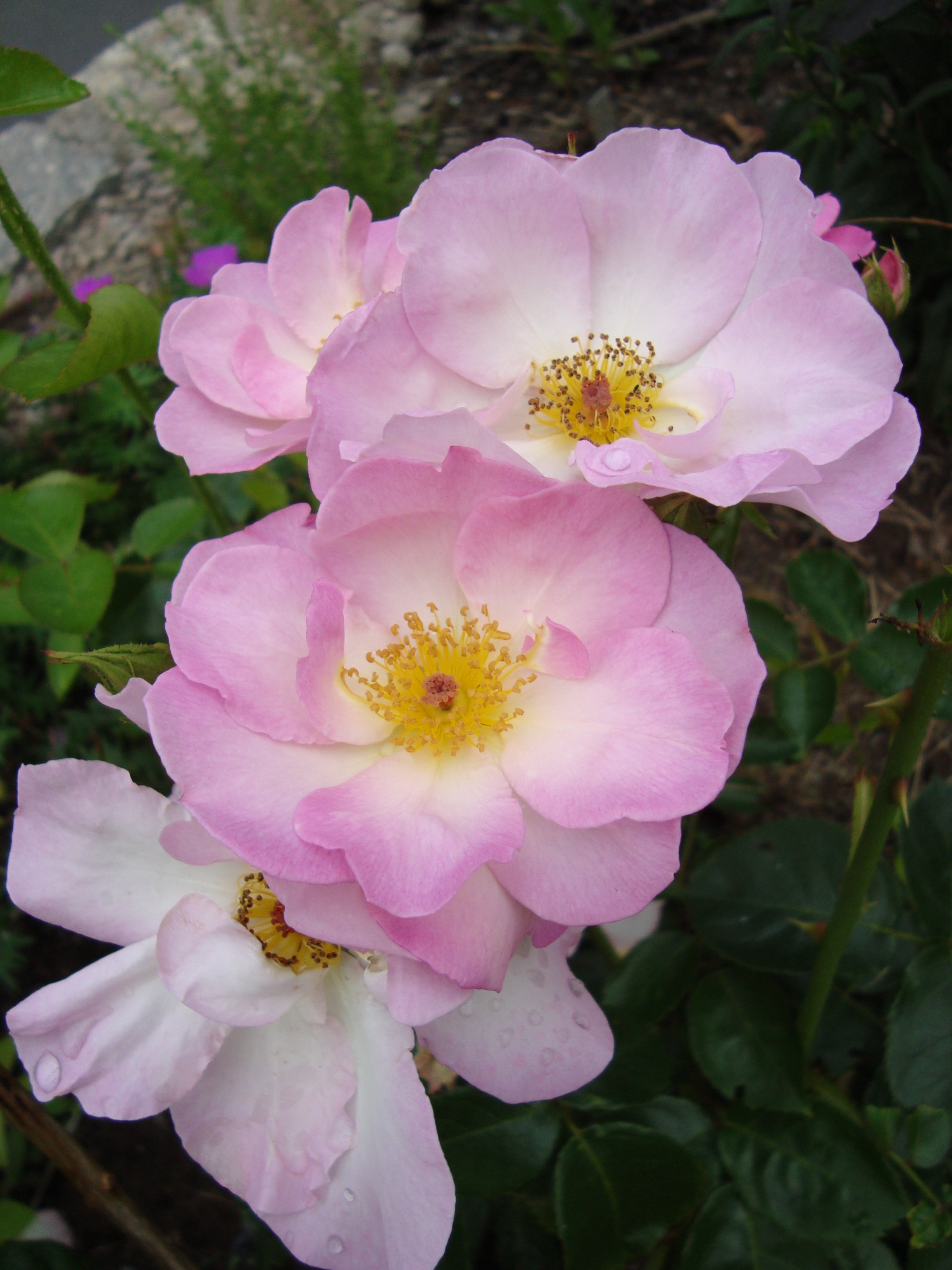
Rosa 'Escapade' — флорибунда, сорт создан в Англии, в 1967 году

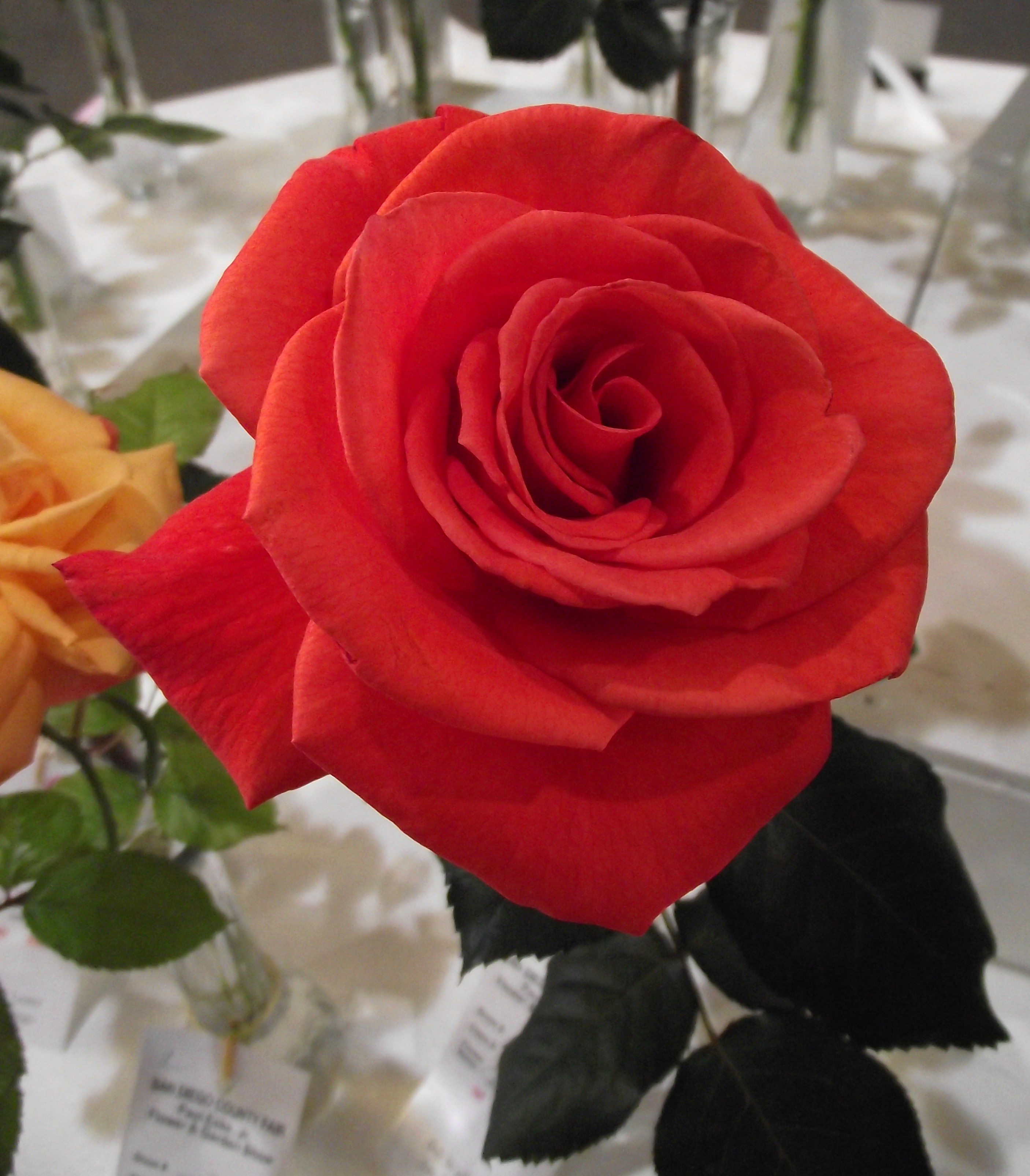
Rosa 'Candelabra' — грандифлора, сорт создан в Англии, в 1998 году

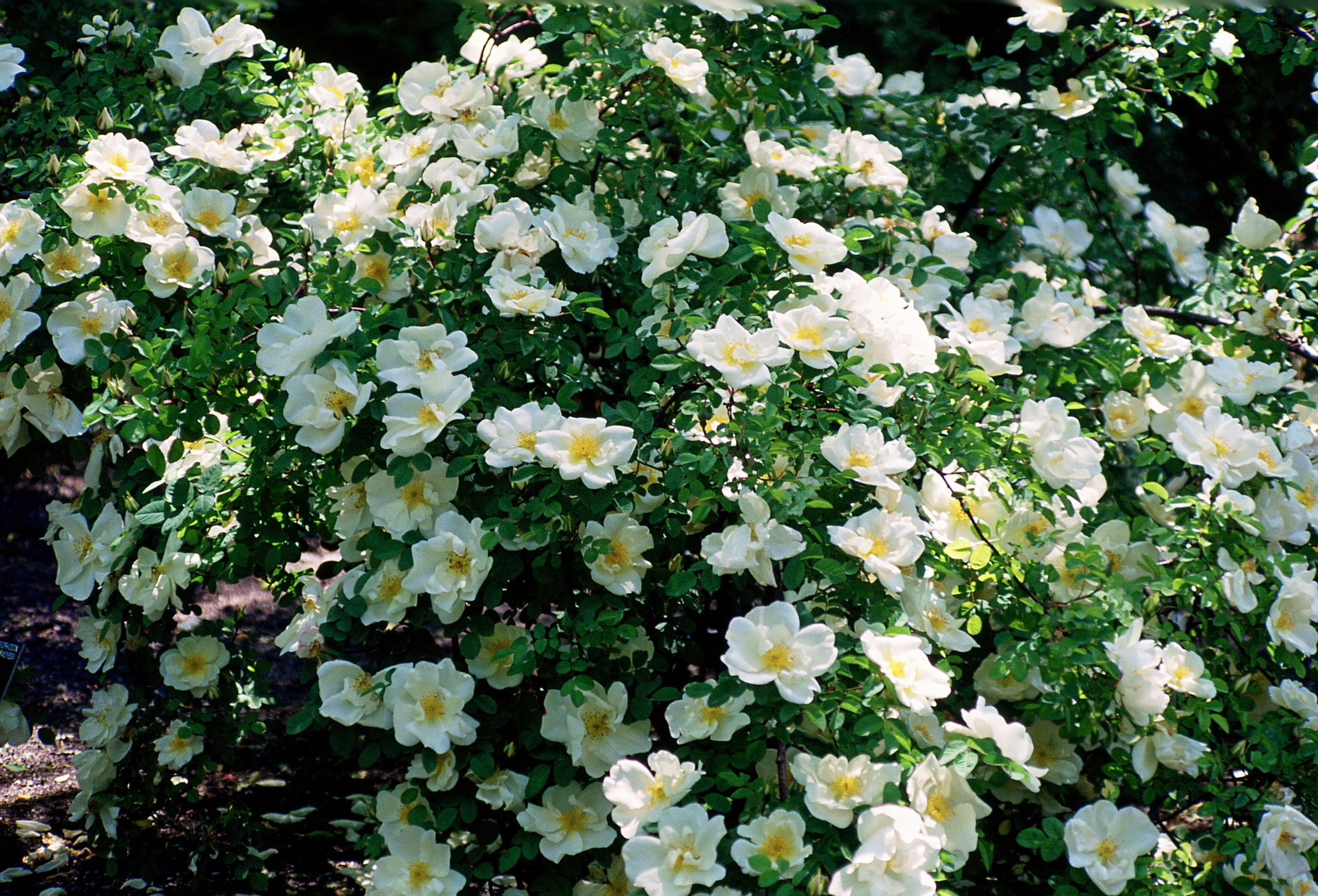
Rosa 'Nevada' — гибрид розы Мойези, сорт создан в Испании, в 1927 году

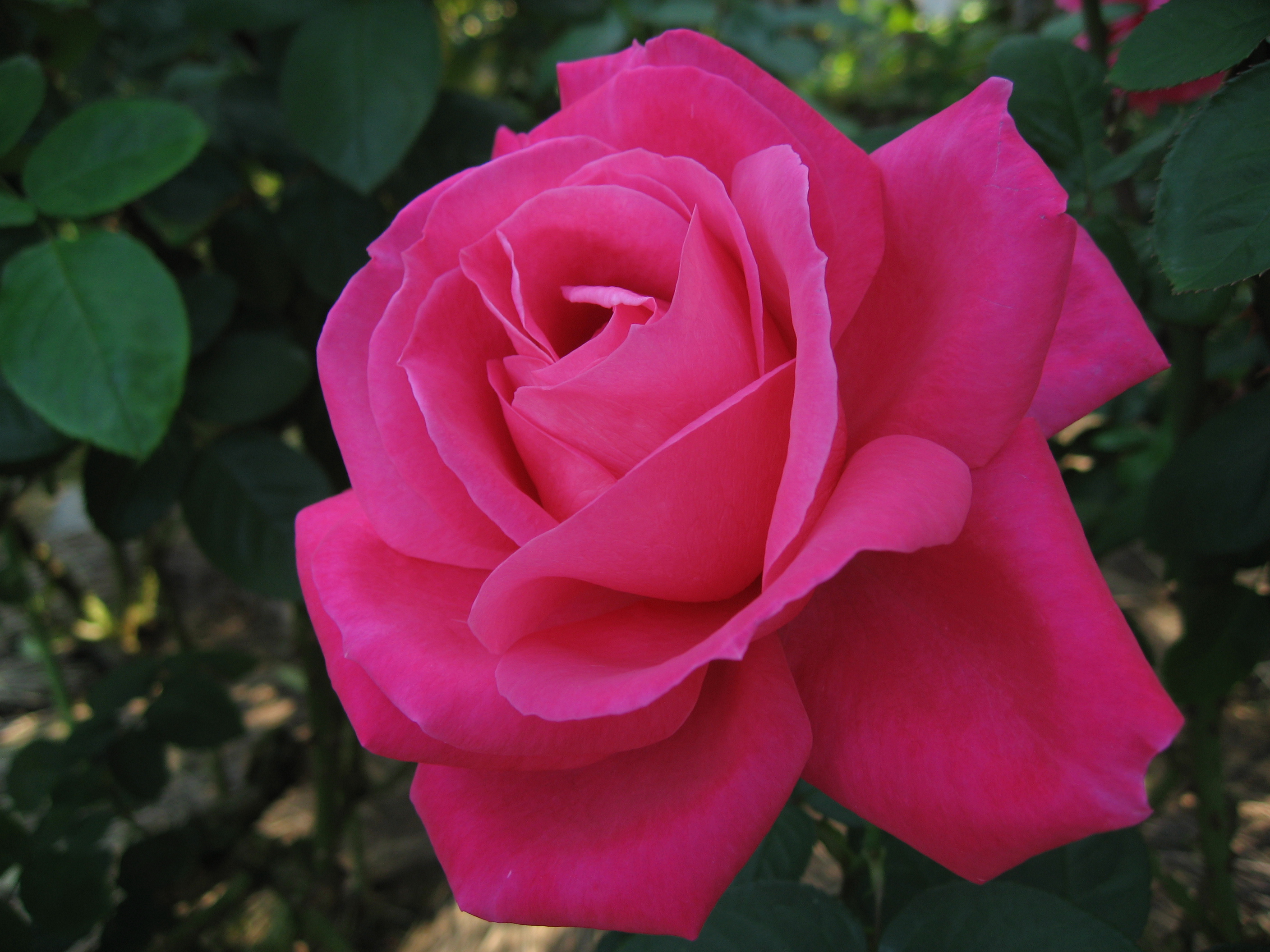
Rosa 'Maria Callas' — чайно-гибридная роза, сорт создан во Франции, в 1965 году

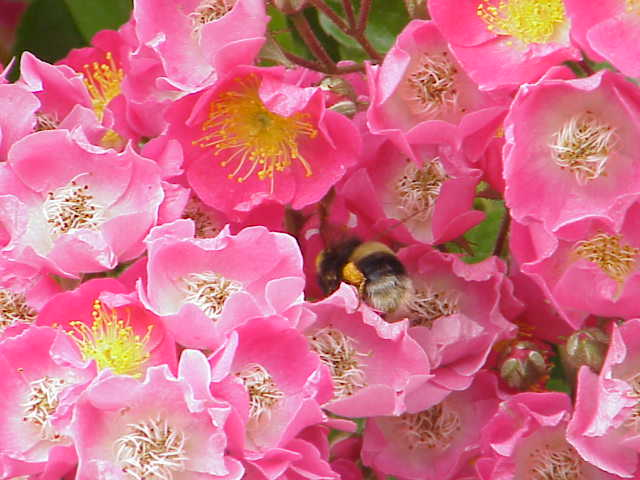
Rosa 'Maria Lisa' — гибрид розы Вишурана, сорт создан в Германии, в 1925 году

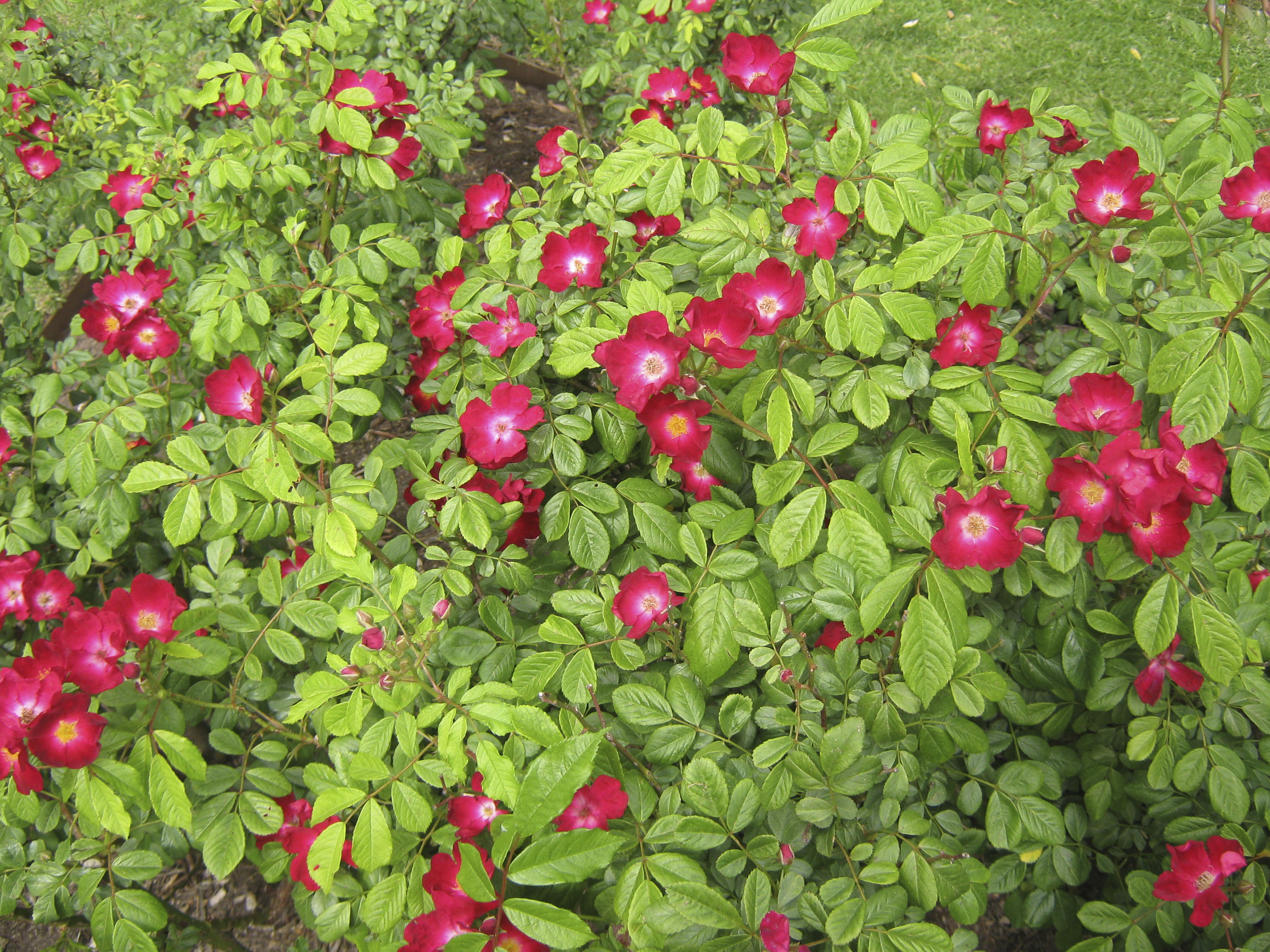
Rosa 'Claret Cup' — миниатюрная полиантовая роза, сорт создан в Австралии, в 1962 году

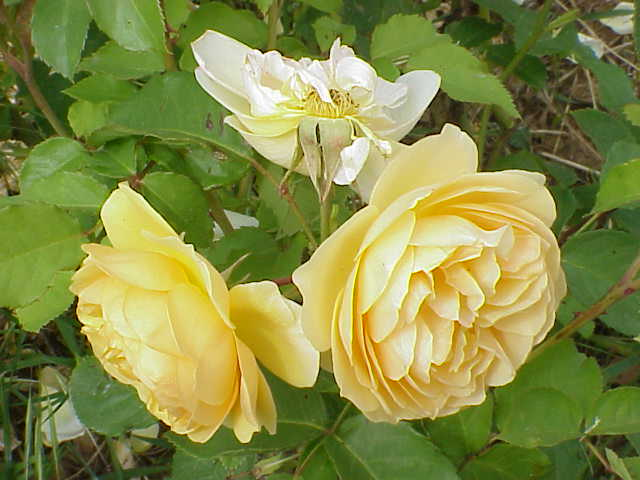
Rosa 'Graham Thomas' — английская роза, шраб, сорт создан в Англии, в 1983 году

### Grandiflora & Climbing Grandiflora (Gr & Cl Gr) — Грандифлора и их клаймеры (Гранд)
Строением и размерами цветка похожи на чайно-гибридные розы, но отличаются обильным цветением, как у представителей класса флорибунда, большими размерами кустов и лучшей зимостойкостью. Могут называться флорибунда-грандифлора или крупноцветковые флорибунда. Критерии отбора в данную группу субъективны. Класс Грандифлора был выделен после появления сорта 'Queen Elizabeth' в 1954 году. Являются результатами скрещивания флорибунд с чайно-гибридными розами.
Высота кустов от 1 до 2 метров, пряморастущие, почти не кустистые. Листья крупные, разных оттенков. Цветки разнообразной окраски, махровые, чайно-гибридной, чашевидной иногда помпонной формы, обычно в соцветиях. Цветение обильное продолжительное. Имеют более высокую зимостойкость, чем чайно-гибридные розы. Широко используются для оформления садов, парков, а также для срезки. 
Некоторые сорта: 'Tchaikovski', 'Queen Elizabeth'.

### Hybrid Kordesii (HKor) — Гибриды розы Кордеса (Кор)
Происходят от диплоидного сорта 'Max Graf' созданного селекционером из США James H. Bowditch в результате скрещивания Rosa rugosa × Rosa lucieae (syn. Rosa wichuraiana). Предполагается, что тетраплоидный сорт Rosa kordesii Hort. получен Вильгельмом Кордесом II из семян якобы стерильного 'Max Graf'. В результате скрещивания полученных сеянцев с сортами роз из других групп образовалась сортовая группа, которую в настоящее время выделяют в класс Hybrid Kordesii.
Названы в честь автора — немецкого селекционера Вильгельма Кордеса II. Гибриды розы Кордеса отличаются выносливостью в сочетании с привлекательностью. Цветки относительно крупные (7—8 см в диаметре) разнообразной формы и окраски, от полумахровых до густомахровых, иногда душистые, собраны в небольшие соцветия. Кусты сильнорослые (1,5—2 м в высоту), часто с плетевидными побегами. Листья тёмно-зелёные, иногда глянцевые. Цветение обильное с июня до поздней осени. Плоды яйцевидные. Все сорта довольно зимостойки и устойчивы к болезням. В условиях средней России требуют укрытия на зиму. Многие сорта можно выращивать в полутени. Гибриды розы Кордеса используются в групповых и одиночных посадках, а также для вертикального озеленения.
Некоторые сорта: 'Аджимушкай', 'Dortmund', 'Champlain', 'Henry Kelsey'.

### Hybrid Moyesii (HMoy) — Гибриды розы Мойези (Мо)
Гибриды получены путём скрещивания Rosa moyesii из Западного Китая с розами различных групп. В культуре с 1903 года. Цветки красные, розовые, средние (5—6 см), немахровые или полумахровые, в соцветиях. Листья состоят из 7—13 овальных листочков. Кусты до 2—2,5 м, раскидистые, с красновато-коричневыми побегами. Цветение обильное с июня, повторное цветение слабее. Плоды бутылковидной формы, до 5 см длиной, тёмно-оранжево-красные. Используются для ландшафтного озеленения. Нуждаются в лёгком зимнем укрытии. 
Некоторые сорта: 'Geranium'.

### Hybrid Musk (HMsk) — Гибриды розы Мускусной (Муск)
Название дано Пембертоном, но не соответствует действительному происхождению, так как мускусная роза (Rosa moschata Heerm.) сама по себе сыграла незначительную роль при скрещивании. Происхождение Rosa moschata связано с Индией и Южным Китаем. Широкое распространение получила в Южной Европе и Северной Африке. Известна с 1870 года. Большинство сортов мускусных роз созданы на основе плетистой розы 'Trier' Peter Lambert, 1904, который связан с нуазетовыми розами. В мягком климате вечнозеленое растение. На родине цветет почти непрерывно, в Европе в летне-осенний период.
К этому классу относятся сильнорослые растения с повторным цветением и цветками различной окраски, средней величины. Их следует рассматривать как более мощные флорибунды. Ранее выведенные розы Ламберта (Lambertiana), однородные с данной группой, вначале выделялись в отдельный класс, позже были исключены из классификации и объединены с мускусными розами. В средней полосе России требуют укрытия на зиму. Большинство сортов имеют неплохую устойчивость к болезням. Наиболее обильное цветение наблюдается в жаркий период лета.
Некоторые сорта: 'Mozart', 'Vanity', 'Walferdange'.

### Hybrid Rugosa (HRg) — Гибриды розы Ругоза (Руг)
Некоторые сорта: 'Robusta', 'Dagmar Hastrup', 'Henry Hudson', 'Parfum de l’Hay'.

### Hybrid Wichurana (HWich) — Гибриды розы Вишурана[38], Гибриды розы Вихуриана[39], или Гибриды розыВихура[нем.][40](Виш)
Розы гибридного происхождения, созданные с участием Rosa wichurana (в настоящее время Rosa lucieae).
Некоторые сорта: 'American Pillar', 'Fragezeichen', 'Bobbie James'.

### Hybrid Tea and Climbing Hybrid Tea (HT & Cl HT) — Чайно-гибридные розы и их клаймеры (Чг)
Некоторые сорта: 'Princess Alexandra', 'Comtesse de Provence'.

### Large-Flowered Climber (LCl) — Плетистые крупноцветковые розы (Плт)
В эту группу входят плетистые розы с цветками имеющими диаметр более 4 см, собранными в относительно небольшие рыхлые соцветия. По форме, цветки некоторых сортов напоминают чайно-гибридные розы. Цветение на побегах текущего года. Большинство сортов повторноцветущие. Побеги 2—4 метра в длину. 
Некоторые сорта: 'Climbing Bonica', 'Coral Dawn', 'Elfe ®', 'Harlekin', 'Nahema', 'Shogun', 'Parade', 'Swan Lake', 'Salita ®', 'Negresco', 'Rosarium Uetersen', 'Pierre de Ronsard ®'.

### Miniature (Min) — Миниатюрные розы (Мин)
Ввезены в Европу из Китая в 1810 году. Некоторые авторы относят их к карликовой форме бенгальских роз (Rosa indica bengalensis Pers). Внешне близки к бенгальским, а также к полиантовым розам, но отличаются от них более мелкими цветками, листьями и короткими побегами. В ботанической литературе часто проходят под названиями Rosa chinensis 'Minima', Rosa roulettii Correv., Rosa lawrentiana Sweet. 
Цветки — очень мелкие (1—2 см в диаметре), густомахровые, в соцветиях, редко — одиночные. Цветут обильно, почти непрерывно. Кусты низкорослые, почти карликовые (15—25 см высоты), густо разветвленные, компактные. Побеги тонкие, прочные, с небольшими шипами и мелкими красивыми листьями. Применяются в озеленении для создания бордюров в розариях. В закрытом грунте их выращивают в горшках и на срез. Многие сорта достаточно зимостойки и могут быть использованы для грунтовых посадок ('Bito', 'Sunshine', 'Perla de Alcanada', 'Little Buckaroo' и др.). Менее зимостойкие сорта 'Grenadine', 'Marilyn', 'Yellow Doll'. Существуют плетистые формы с однократным и повторным цветением, клайминги от аналогичных сортов (Climbing Baby Masquerade), моховые миниатюрные розы и др. Легко размножаются укоренением черенков и прививкой. Растения этой группы укрывают без укорачивающей обрезки; санитарная обрезка и формировка кустов проводится весной.

### Mini-Flora (MinFl) — Розы Минифлора (МинФ), или Патио — Patio
Включает низкорослые сорта (45—55 см), занимающие промежуточное положение между Миниатюрными и розами Флорибунда. Цветки, как правило, мельче, чем у сортов класса Флорибунда. Цветут обильно и почти непрерывно. Рекомендуются для бордюров и садовых контейнеров. Название новой группе дала мода на размещение горшков с розами во внутренних замощённых двориках-патио. Создателем класса Минифлора считается ирландский селекционер Патрик Диксон, создавший с 80-х годах XX века серию мелкоцветковых обильноцветущих сортов, не превышающих по высоте 50 см. Усилиями селекционера из США J. Benjamin Williams, минифлора была признана отдельным классом в современной официальной классификации.
Некоторые сорта: 'Heidi Klum Rose', 'Loyal Friend'.

### Polyantha (Pol) — Полиантовые розы (Пол)
Получены от скрещивания карликовой формы многоцветковой розы (Rosa multiflora Thunb) с повторно цветущими сортами чайных, чайно-гибридных и других групп. Согласно другому источнику, путём скрещивания Rosa multiflora с Rosa chinensis. Первыми сортами считаются 'Pâquerette' и 'Mignonette', полученные Жаном-Батистом Гийо во Франции в 1873 и 1880 годах. В 1884 году Карьер (фр. Carrière) объединил эти гибриды в группу полиантовых роз.
Кусты низкие и компактные (30—40 см), густые, сильноветвистые. Листья мелкие, с реснитчатыми прилистниками. Цветки обычно мелкие (3—4 см в диаметре), чаще махровые, в большинстве случаев розовые и красные, реже белые (жёлтые окраски у типичных полиантовых роз не встречаются), обычно без аромата, собраны в крупные метельчатые соцветия. Зацветают обычно в начале лета, после первого цветения чайных и чайно-гибридных роз; цветут до поздней осени.
Датский селекционер Свен Паульсен в результате скрещивания карликовых полиантовых роз с чайно-гибридными сортами получил группу гибридов, отличающихся хорошей устойчивостью к заболеваниям и яркими цветками. В 1935 году эта группа в числе прочих, созданных другими селекционерами, была выделена в класс флорибунда.
После бурного распространения роз флорибунда полиантовые розы несколько утратили своё значение, но продолжают широко применяться в ландшафтных композициях, а также для горшечной культуры в комнатах и зимних садах под стеклом. Широко применяются в озеленении для создания бордюров, рабаток. Полиантовые розы обладают высокой стойкостью цветков, высокой зимостойкостью, устойчивостью к избыточной влажности почвы и грибным болезням. Согласно одному из источников, сорта этой группы сильно поражаются мучнистой росой. Более зимостойкие, чем чайно-гибридные. Легко размножаются укоренением зелёных черенков. Хорошо растут и цветут в открытом грунте на своих корнях.
Некоторые сорта: 'Gloire des Polyantha', 'Lena', 'Little Butterfly', 'Ole', 'Sven'.